# 2004 DL64
2004 DL64, também escrito como 2004 DL64, é um objeto transnetuniano que está localizado no Cinturão de Kuiper, uma região do Sistema Solar. Este corpo celeste é classificado como um provável cubewano. Ele possui uma magnitude absoluta de 7,0 e tem um diâmetro estimado com 175 km.

## Descoberta
2004 DL64 foi descoberto no dia 26 de fevereiro de 2004 pelo astrônomo Marc W. Buie.

## Órbita
A órbita de 2004 DL64 tem uma excentricidade de 0,059 e possui um semieixo maior de 45,353 UA. O seu periélio leva o mesmo a uma distância de 42,668 UA em relação ao Sol e seu afélio a 48,038 UA.